# Деканова, Власта
Власта Деканова (5 сентября 1909 года — 16 октября 1974 года) — ЧССР/Чешская гимнастка, двукратная чемпионка мира по спортивной гимнастике, участница Олимпийских игр 1936 года в Берлине — обладатель серебряной медали в женском командном конкурсе. Первая абсолютная чемпионка мира 1934 года.
На Берлинских Олимпийских играх 1936 года в составе чешской команды завоевала серебро. В индивидуальных соревнованиях не получила ни одной медали — женщины впервые соревновались в индивидуальных соревнованиях начиная с Олимпиады 1952 года.
Она также является двукратной чемпионкой мира по мира по спортивной гимнастике в чемпионатах 1934 и 1938 годов, а также чемпионкой мира в соревнованиях на бревне . По количеству наград является самой титулованной женщиной-гимнасткой международного уровня до введения женской полной программы на Олимпийских играх в 1952 году.

## Список литературы
- TOMEŠ, Josef, a kol. Český biografický slovník XX. století : I. díl : A-J. Praha ; Litomyšl : Paseka ; Petr Meissner, 1999. 634 s. ISBN 80-7185-245-7. S. 228.
- VOŠAHLÍKOVÁ, Pavla, a kol. Biografický slovník českých zemí : 12. sešit : D-Die. Praha : Libri, 2009. 105—215 s. ISBN 978-80-7277-415-9. S. 161—162.